# XVe siècle en science
XIVe siècle en science - XVe siècle - XVIe siècle en science
Chronologie de la science
Cet article concerne les événements concernant les sciences et les techniques qui se sont déroulés durant le XVe siècle :

## Événements
- 1404 : le duc de Silésie accorde un privilège d'exploitation à l'inventeur d'un système d'extraction et d'évacuation d'eau dans les mines[1].
- 1416 : le Conseil de la république de Venise accorde à Francisco Petri, originaire de Rhodes, un brevet pour un moulin à fouler les tissus[2].
- 19 juin 1421 : un des premiers brevets connus est délivré à Florence, en Italie, pour Filippo Brunelleschi pour l'invention d'un outil de levage  destiné au transport naval de blocs de marbre[1].
- 1451 : Johannsen Funcken met au point un procédé chimique utilisant le mercure pour séparer l’argent du cuivre (le minerai de plomb argentifère était jusque-là le seul employé)[3].

- 19 mars 1474 : la première véritable législation attribuant un monopole pour les inventions apparaît à Venise[1].
- 1484 : création de la Junta dos matematicos par le roi Jean II de Portugal. Elle est chargée d'examiner les propositions d'exploration maritime et donner des conseils sur leur faisabilité[4].
- 1496 : première description d'un plant de tabac à Saint-Domingue, par les Espagnols[5].

### Astronomie
- 1410 : mise en marche de la pražský orloj, l'horloge astronomique de Prague, contre le mur de l'hôtel de ville, réalisée par Mikuláš de Kadaň et le professeur de mathématique à l'université de Prague Jan Šindel. Elle est améliorée par le maître Hanuš (Jan Růže) vers 1490[6].
- 1420-1570 : minimum de Spörer ; diminution prolongé du nombre des taches solaires[7].
- 1420-1429 : ouverture de la médersa et construction de l'observatoire de Samarcande par le prince Ulugh Beg. En 1437, Ulugh Beg publie les Tables sultaniennes, catalogue de plus de 1000 étoiles[8].
- 1436 : Nicolas de Cues présente au concile de Bâle un projet de réforme du calendrier[9].
- 1442 : construction de l'observatoire antique de Pékin[10].
- 1456 : Alvise da Ca'da Mosto mesure encore la latitude de l’estuaire de la Gambie d’après l’ombre d’une lance fichée au sol[11]. Astrolabes, quadrants ou balestilles deviennent d’un usage courant vers le dernier quart du XVe siècle, tandis que l'utilisation du compas magnétique et des cartes marines se généralise[12].
- Vers 1468 : Paolo Toscanelli établit le premier gnomon moderne en faisant pratiquer une ouverture circulaire sur le dôme de la cathédrale de Florence[13].
- 1471 : le premier observatoire européen est fondé à Nuremberg par l’astronome Johann Müller, allias Regiomontanus[14]. Le 13 janvier 1472 il observe et décrit une comète et fonde la cométographie[15].
- 1496 : l’astronome Juif Abraham Zacuto, professeur à l’université de Salamanque, réfugié au Portugal après 1492. rédige un Almanach perpétuel, traité en hébreu publié en latin en 1496, exposant le calcul de la hauteur angulaire du soleil[16].
- 1499 : publication de l'Almanach nova plurimis annis des astronomes Johannes Stöffler et Jacob Pflaum ; ils prédisent pour février 1524 un second déluge et la fin du monde à cause d'un alignement de planètes et du Soleil[17].

### Médecine
- 1400-1410 : le médecin juif de Tudela (Espagne) Josef ben Menir exerce à Messine et à Catane[18].
- 1402 : l'hôpital Bedlam, fondé en 1330 à Londres, est mentionné comme hôpital pour malades mentaux pour la première fois[19].
- 1411 : tombe de Xia Quan (1348-1411), médecin à Jiangyin (Chine), contenant une collection d’instruments médicaux et des textes consacrés à la médecine du XIVe siècle[20].
- 1451 : Nicolas de Cues invente la lentille concave pour traiter certains défauts de la vue[21].

- 1468 : le médecin juif Don Abiatar Aben Crescas opère de la cataracte Jean II d'Aragon[22].

- Après 1493 : la syphilis, généralement mortelle, se répand par Séville et l’Italie (« mal de Naples ») dans toute l’Europe jusqu’en 1526, puis ses effets diminuent dès la seconde partie du XVIe siècle. Les marins contaminent jusqu’à Ceylan. Dès 1506-1507, on rencontre les premiers cas en Chine[23].
- 1498 : un dentiste chinois invente la brosse à dents[24].

### Géographie et cartographie
- Améliorations cartographiques à la suite des explorations autour de l'Afrique par les Portugais, et des premières explorations vers l'ouest.
- 1401-1406 : traduction en latin de la géographie de Ptolémée par Jacopo d'Angelo (imprimée à Rome en 1478)[25]. L’ouvrage démontre la rotondité de la terre. Par un calcul erroné, il place le continent asiatique à la longitude du Mexique. Il place au sud de l’Équateur l’énorme masse d’un continent qui rejoindrait l’Afrique et l’Asie.

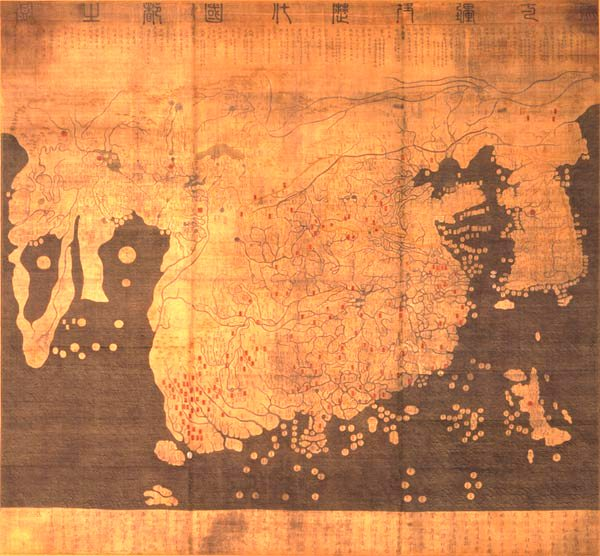
La carte Kangnido (1402).

- 1402 : carte Kangnido réalisée en Corée à partir de sources chinoises[26].
- Vers 1410 :  création de la mappemonde vaticano-borgienne[27] (anonyme).

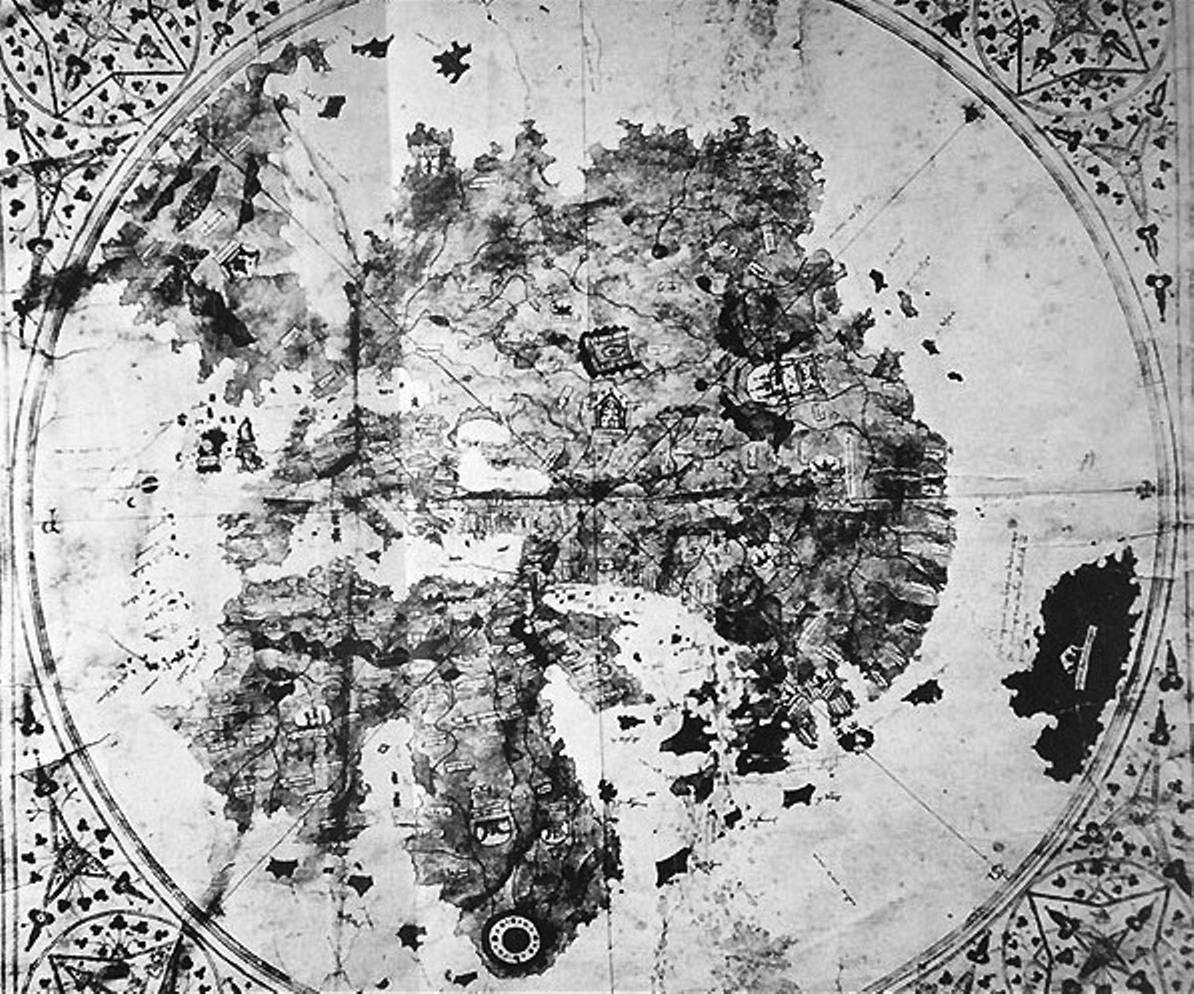
La Mappemonde de Virga (1411-1415).

- 1411-1415 : mappemonde d’Albertin de Virga[28].

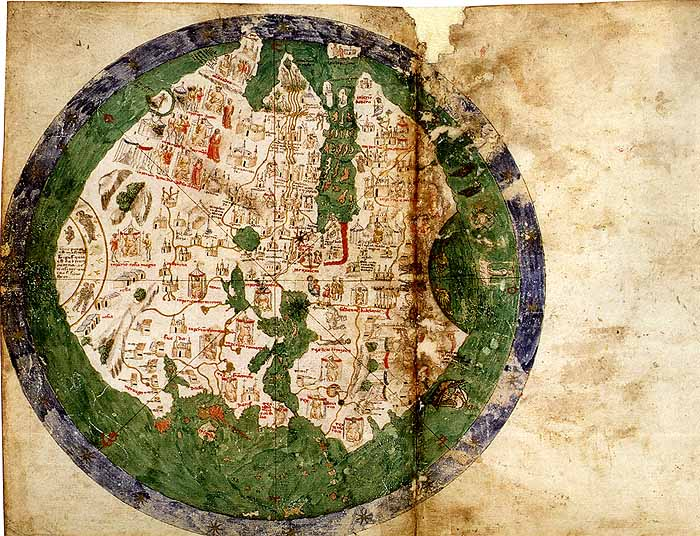
Mappemonde d’Andrea Bianco.

- 1436 : mappemonde du cartographe vénitien Andrea Bianco, établi à Londres, reproduisant les avancées portugaises jusqu’au cap Vert et au cap Rouge. Il dessine l’île de Stocka (de l’anglais stock-fish, « morue salée »), qui pourrait être Terre-Neuve ; il mentionne également Antillia, une île à l'ouest des Açores[29].

- 1439 : carte du Majorquin Gabriel de Vallsecha incluant les Açores[30].

- 1443-1444 : Descriptio urbis Romae, plan détaillé de la ville de Rome dressé par Leon Battista Alberti[31].

, 1457

- 1457 : la carte du monde génoise est dressée (anonyme, aujourd'hui au Palais Pitti)[32].
- 1457-1459 : le religieux camaldule Fra Mauro réalise une mappemonde[27]. Il recueille suffisamment de renseignements auprès de voyageurs vénitiens pour dresser une carte de l’Éthiopie approximative. Il corrige la carte de Ptolémée, estimant que la mer Indienne est un océan et non une mer intérieure et estime la distance séparant les côtes de l’Europe et de la Chine avec une marge d’erreur très inférieure à celle de Ptolémée et des chiffres totalement erronés dont s’inspirera Christophe Colomb.

- 25 juin 1474 : lettre du cosmographe florentin Paolo Toscanelli au chanoine portugais Martins, se basant sur les erreurs répandues par Martin de Tyr. Il situe le Japon à 2400 milles à l’ouest des îles Canaries (à moins du quart de la distance réelle)[33].
- 1478 : 
  - la Géographie de Ptolémée est imprimée à Rome[34].
  - l'Imago mundi du cardinal  Pierre d'Ailly, rédigée en 1410, est imprimé pour la première fois[35].
- 1483 : Routier du Portugais Pierre Garcia, dit Ferrande, ouvrage décrivant la nature et la profondeur des fonds marins, les amers et l’accès aux ports[36].

- Vers 1485 : découverte en 1960, aux archives départementales de la Gironde, d’une carte hydrographique de l’Afrique atlantique dessinée par Pedro Reinel. Elle décrit avec précision le tracé des côtes de l’Europe et de l’Afrique jusqu’au point extrême atteint par Diogo Cão au-delà du golfe de Guinée[37].
- Entre 1480 et 1500 : premières cartes du royaume de France éditées à Ulm, à Nuremberg et Florence[38].

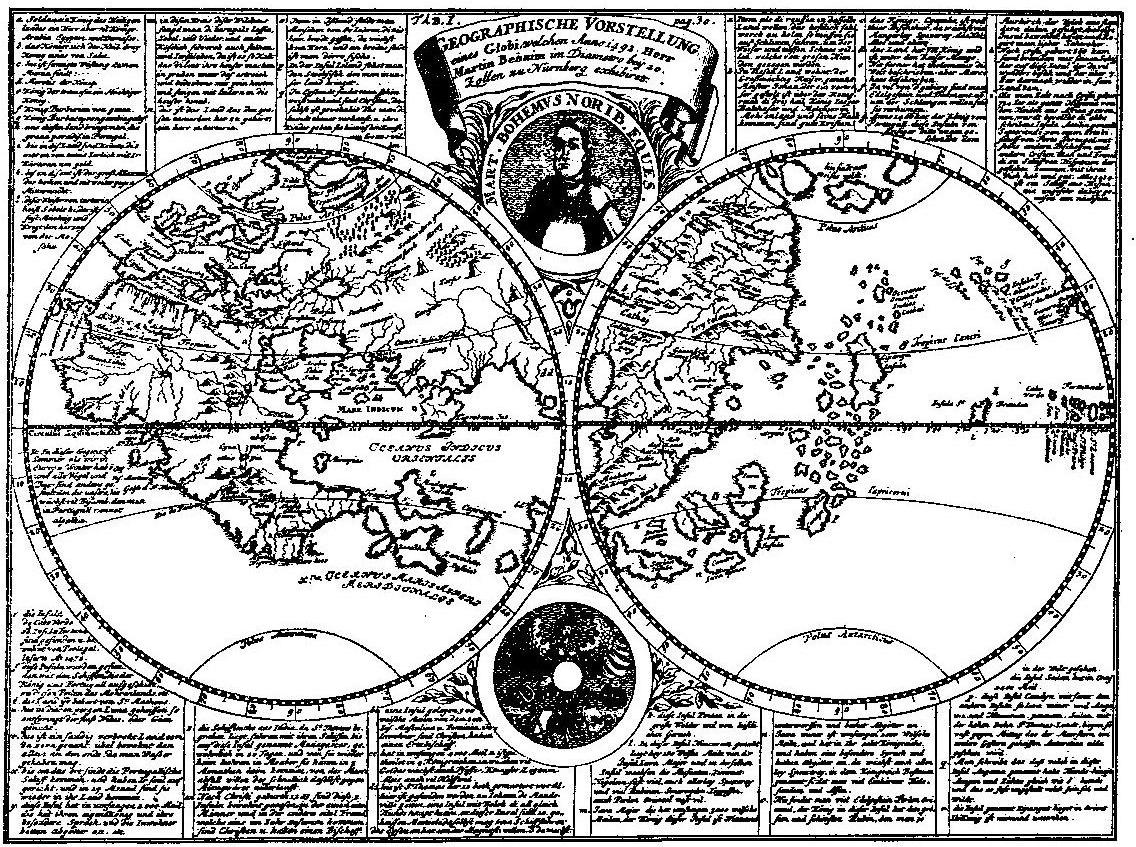
Carte de 1889 montrant les deux hémisphères du Globe terrestre de Martin Behaim

- 1492 : le géographe allemand Martin Behaim construit à Nuremberg le premier globe terrestre conservé (Erdapfel)[39]. Le Japon (Cipango) est à la place du Mexique, sur le même parallèle que les îles Canaries. Behaim introduit l’astrolabe à bord des navires[40].
- 1494 : l'humaniste Conrad Celtes découvre la Table de Peutinger dans une bibliothèque de Worms[41].

### Explorations
- 1405-1433 : exploration de l'océan Indien par la flotte chinoise conduite par Zheng He (1371-1434)[42]. Selon les récits, les plus grands navires chinois dépassent 122 m de long. En 1957, des fouilles conduites sur le site du chantier naval de la flotte de Zheng He ont mis au jour un barrot de gouvernail en bois de 11 m de long[43], ce qui correspond à un navire de 146 à 160 m de long.
- 1415 : début des grandes découvertes avec la conquête de Ceuta, première colonie portugaise en Afrique du Nord[44]. Sous l'influence d'Henri le Navigateur, le port de Sagres, au Portugal, devient le lieu de rencontre des voyageurs et des lettrés. Les nouvelles techniques de navigation s’y diffusent. Les navigateurs portugais avancent autour du continent africain.
- 1419-1428 : Pierre, duc de Coimbra, second fils du roi Jean Ier de Portugal, réalise un grand tour d’Europe qui le conduit en Castille, en Angleterre, en Bourgogne, en Allemagne, en Hongrie et en Italie[45]. Il rapporte de Venise en 1428 une carte du monde connu et un exemplaire du Livre de Marco Polo traduit en latin.
- 1419-1439 : l’explorateur italien Nicolò de' Conti, parti de Damas en 1419, parcourt l’Asie méridionale et les îles de la Sonde[46].

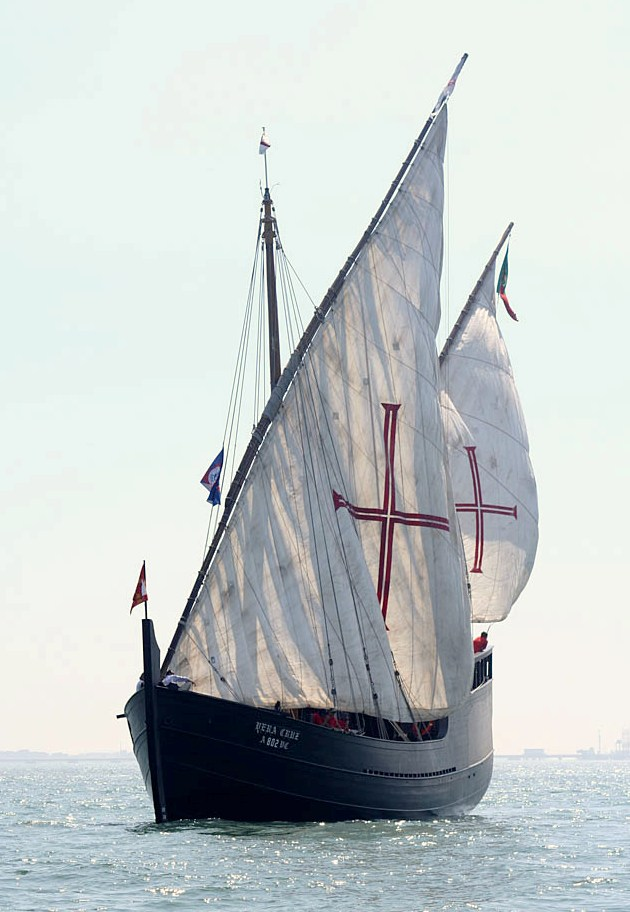
Caravelle Vera Cruz

- 1441 : première caravelle attestée, permettant de poursuivre l’exploration de la côte africaine par les portugais, utilisée par Nuno Tristão , qui rejoint Antão Gonçalves[47]. Il s’agit d’un bateau entièrement nouveau, d’environ 50 tonneaux, avec un seul plancher, un pont surélevé à l’arrière et deux mats portant des voiles triangulaires. Elle doit sa maniabilité à la superficie de sa voilure, le double de celle de bateaux de même tonnage. Elle permet notamment la navigation à la bouline, ou progression en zigzag contre le vent[48]. Une quinzaine de marins suffisent à la manœuvrer. Elle est conçue pour contrer les difficultés du retour de Guinée (vent debout et courant inverses) en permettant de gagner le large et les Açores pour retrouver Lisbonne. Les Portugais s’initient avec elle à la navigation de haute mer.
- 1444 : 
  - les marins portugais, explorant les côtes de l'Afrique sous le commandement de Dinis Dias, découvrent l'île de Gorée, qu'ils baptisent « Palma »[49].
  - le marchand vénitien Nicolò de' Conti obtient le pardon du pape Eugène IV pour son apostasie. Pendant 25 ans, il a parcouru l’Inde, séjourné en Birmanie, en Indonésie, en Indochine, avant de rejoindre Le Caire en 1437. Bloqué deux ans dans la ville, il doit se convertir à l’islam avant de parvenir en Italie en 1441. En guise de pénitence, Eugène IV lui impose de dicter le récit de ses voyages à son secrétaire particulier Poggio Bracciolini, dit Le Pogge et de rapporter toutes les informations géographiques qu’il a pu réunir[50]. Il envisage la possibilité de rejoindre l’Inde en faisant le tour de l’Afrique.

- 1450 : des navires partis de Bristol visitent les îles Canaries et les Açores[51].
- Vers 1479-1481, Christophe Colomb écrit à Paolo Toscanelli qui l’encourage dans son projet de route par l'océan Atlantique vers la Chine[52]. Il est éconduit par les Portugais à deux reprises (1484 et 1488). Ceci pour deux raisons : les Portugais connaissent les distances réelles entre le Japon et les îles Canaries (10 600 milles), et n’envisagent pas de remettre en cause le monopole d’État instauré en 1474.
- 1481-1495 : le roi de Portugal envoie deux ambassades sur le Haut Niger entre 1481 et 1495[53]. L'une, partie de la Gambie, se compose de Rodriguez Rabello, Pero Reinal et Joao Collaçao ; on ne sait pas si elle parvient au Mali. L'autre, envoyée par le gouverneur d'Elmina, parvient auprès du Mansa qui lui remet une lettre[54].
- 1482-1486 : voyages du Portugais Diogo Cão. Il découvre l'embouchure du fleuve Congo et la rade de Luanda, en Angola (1482-1483) puis atteint le cabo do padrão, (aujourd'hui Cape Cross, en Namibie), point le plus au Sud de l’Afrique jamais atteint par les Européens (1485-1486)[55].
- Vers 1485 : la caraque, dérivée de la cogue (kogge), mise au point semble-t-il par les Biscayens, devient le navire marchand ordinaire de l’océan et de la Méditerranée[56].
- 1487-1488 : voyage du Portugais Bartolomeu Dias. Il double le Cap de Bonne-Espérance en 1488[57].
- 1488-1489 : le Portugais Pêro da Covilhã atteint les Indes à partir de la mer Rouge[58].

La Santa María, nef de Christophe Colomb.

- 12 octobre 1492 : découverte de l'Amérique par Christophe Colomb. En fait, il pose le pied sur un îlot situé à l'Est de l'archipel des Bahamas, nommé Guanahani par ses habitants, les Indiens Taïnos, qu'il nomme San Salvador[59].
- 1494-1499 : voyage de deux négociants génois, Girolamo da San Stefano et Girolamo Adorno. Ils descendent la mer Rouge, font étape à Massaoua en Éthiopie, puis s’embarquent d’Aden pour Sumatra. L’île est divisée en petits royaumes musulmans, qui exportent du poivre, du benjoin et de l’or. San Stefano y rencontre un fonctionnaire local qui parle italien. Les Génois parviennent en Birmanie où meurt Adorno, tandis que San Stefano retourne à Ormuz, où il se met au service des Syriens[60].
- 1497 : Vasco de Gama passe le Cap de Bonne-Espérance et atteint l'Inde[57]. La Caravelle employée lors de l’expédition de Bartolomeu Dias, est remplacée à partir du voyage en Inde de Vasco de Gama par des navires ronds, des nefs, plus rapides et de plus fort tonnage (500 à 600 tonneaux)[61]. Ils sont munis de trois mats, dont deux sont équipés de voiles rondes (vitesse), le troisième, en poupe, conservant sa voile latine. Ils permettent d’embarquer des pièces d’artillerie et de charger le ravitaillement d’un équipage doublé par rapport aux pratiques de la navigation européenne.

### Technologie
- 1396 : première représentation connue d'un avant-train mobile sur un sceau de Francesco da Carrara, dispositif permettant aux véhicules hippomobiles de manœuvrer plus facilement[62].

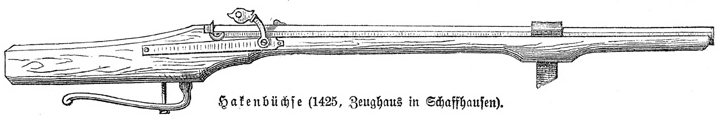
Fusil à poudre noire, 1425.

- 1405 : une arme à feu portative, une couleuvrine, est représentée pour la première fois dans une miniature[63]. Invention du fusil à amorce.

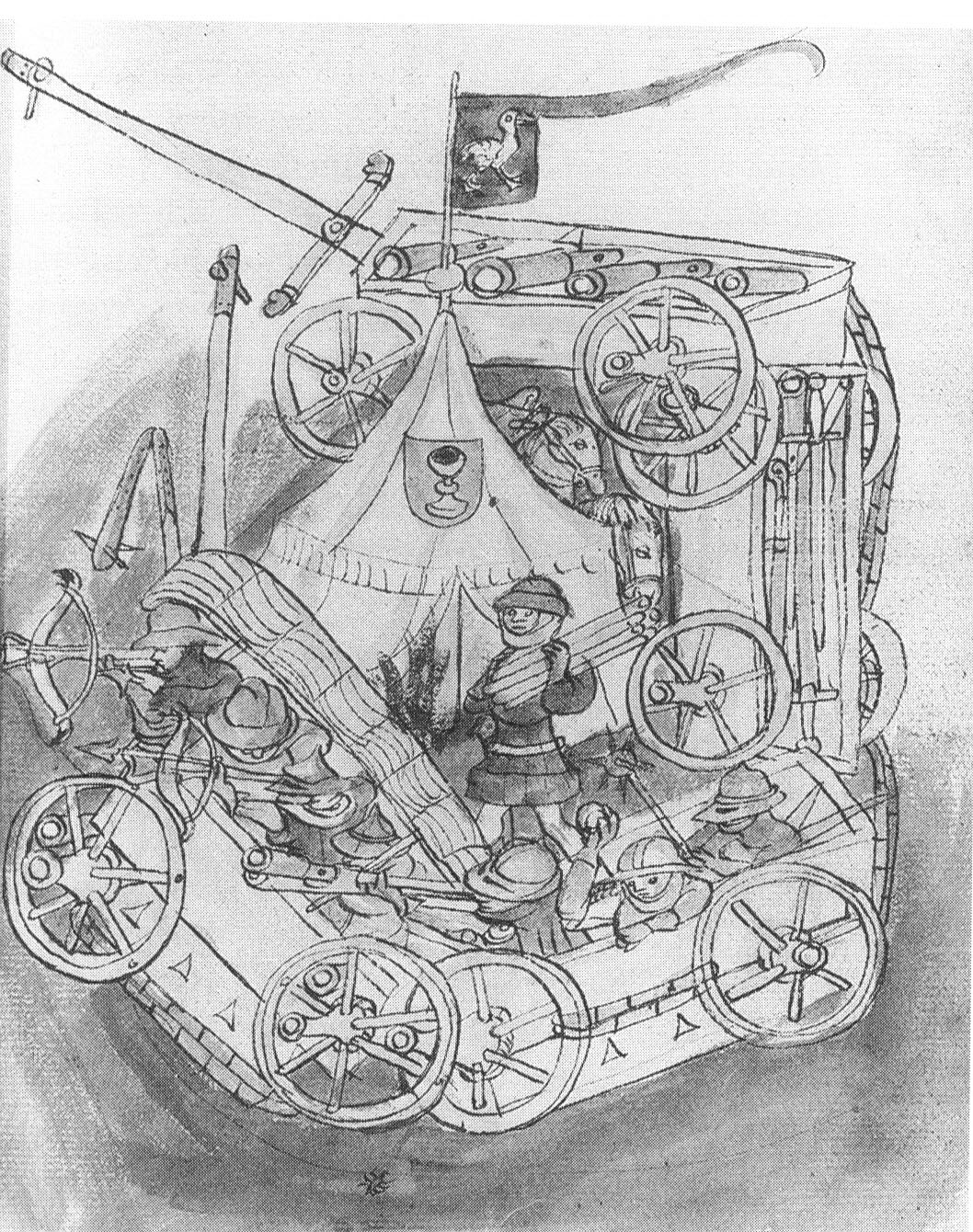
Chariot blindé Hussite. Document du XV

- 1420 : Jan Žižka, homme de guerre, invente le système des chariots blindés (Wagenburg), armés de lames de faux, qu'il utilise à Sudoměř[64].

- 1424 : première représentation d'un vilebrequin ; le couple bielle-manivelle, inventé par Al-Jazari et décrit vers 1400 dans le Bellifortis de l'ingénieur militaire allemand Konrad Kyeser avec un volant « inertiel, est une invention capitale transformant le mouvement rotatif en mouvement alternatif par excentrique, est utilisé pour actionner des moulins, des scies muent par des roues hydrauliques, des pompes ou pour concevoir des rouets à ailettes et des tours à pédale[65],[66]. Les plus anciennes représentations de ce système se trouvent également dans l'Anonyme de la Guerre Hussite, manuscrit allemand daté des environs de 1430[67]

- Vers 1430 :
  - l'invention du ressort moteur permet la miniaturisation des horloges, qui deviennent portative (attestées en France en 1459). Un horloger de Nuremberg, Peter Henlein, aurait inventé vers 1510 la première montre de poche, dite Œuf de Nuremberg[68].
  - apparition du boulet métallique[69].
- 1453 : la prise de Constantinople est possible notamment grâce à la fabrication d’un canon capable de tirer des boulets de fer de 544 kilos[70].

- 1463 : invention du verre blanc à Murano, une île de la lagune de Venise, par les frères Berovieri[71].

- Vers 1470 :
  - premiers laminoirs en Europe[72].
  - rouet à ailettes[72]. Son usage se généralise à la fin du XVe siècle.

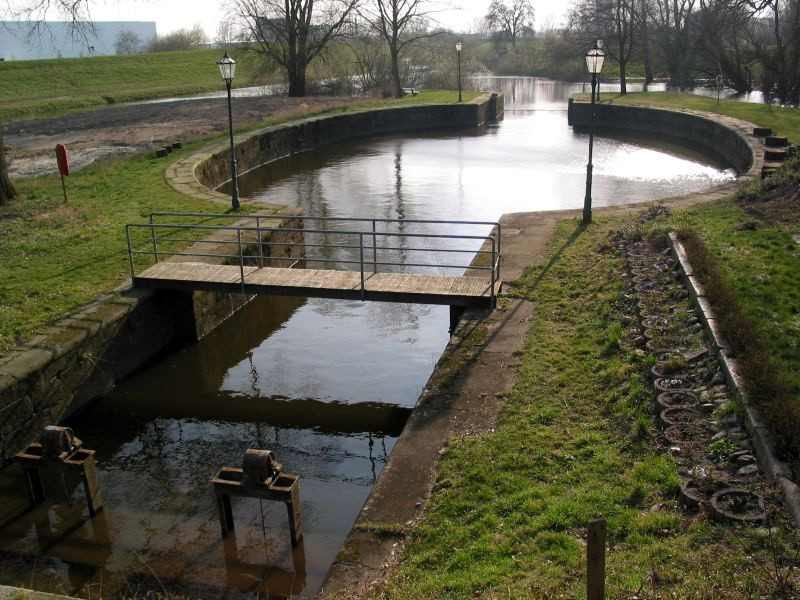
L'

- Vers 1480 : première écluse à quatre têtes construite en Allemagne du Nord réalisée sur l'Elbe, à Palm près de Lauenburg, dans le cadre du canal de Stecknitz mis en service en 1398 avec 17 écluses de retenue simples[73].

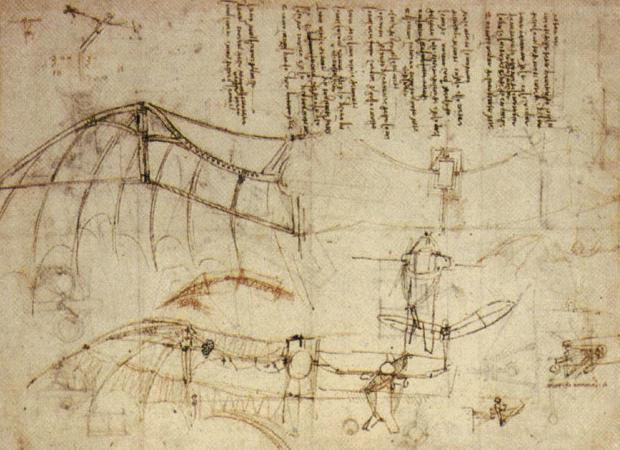
Projet de machine volante de Léonard de Vinci, vers 1488

- 1482-1499 : Léonard de Vinci entre au service de Ludovic Sforza, duc de Milan, pour qui il s’occupe d’ingénierie, de travaux hydrauliques, de poliorcétique, d’architecture et d’urbanisme. Il décrit un parachute parfaitement fonctionnel. Il imagine des machines volantes, comme la vis aérienne, première ébauche d'un hélicoptère conçue en 1483. Il améliore le métier à tisser, met au point  un marteau automatique pour la production de feuilles d'or (battiloro) et réalise des machineries de théâtre[74]. Il reconnaît l'impossibilité de réaliser le mouvement perpétuel[75].

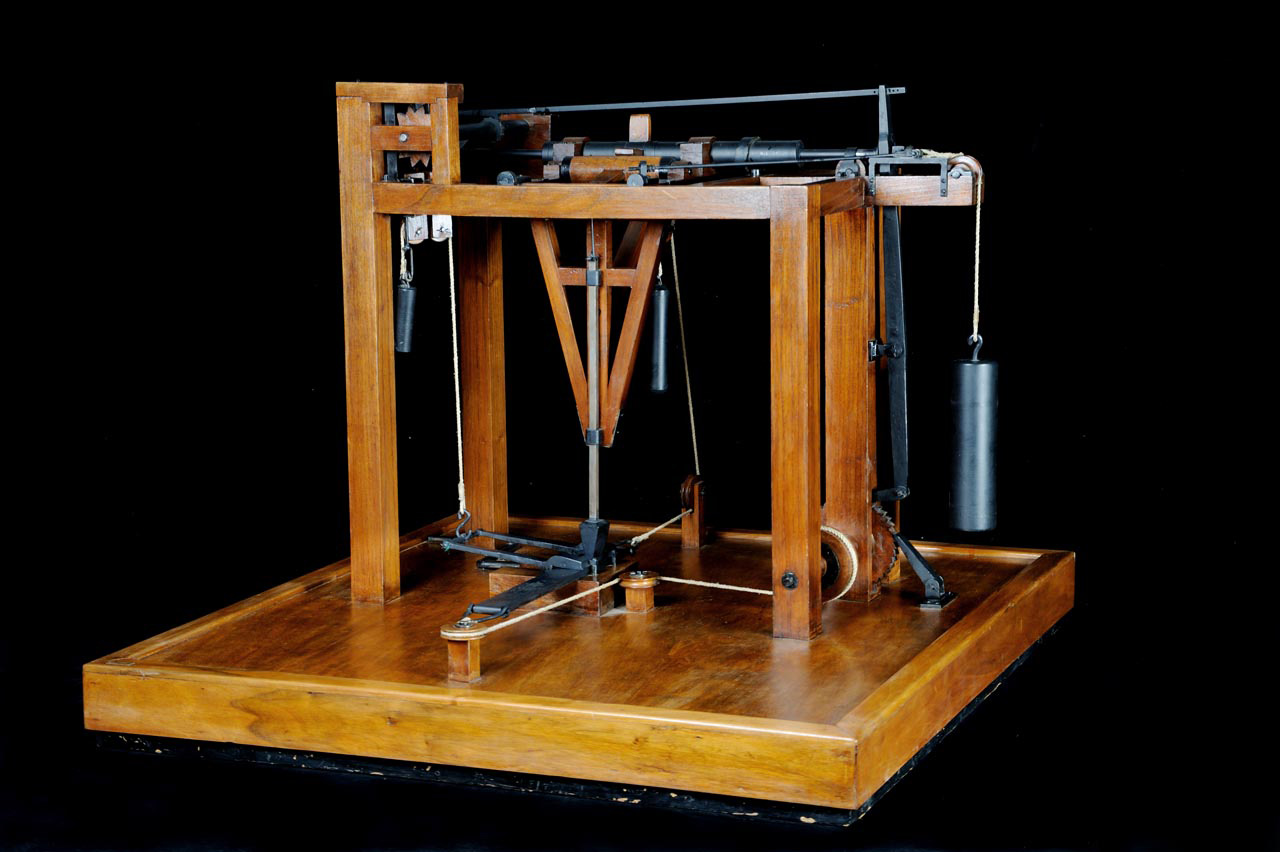
Reconstitution du battiloro au Musée des sciences et des techniques Léonard de Vinci.

- Mise au point des moulins à vent à toit tournant au début du siècle ; premiers hauts-fourneaux dans la région de Liège vers 1400 ou de Nassau vers 1474[66].

#### Imprimerie

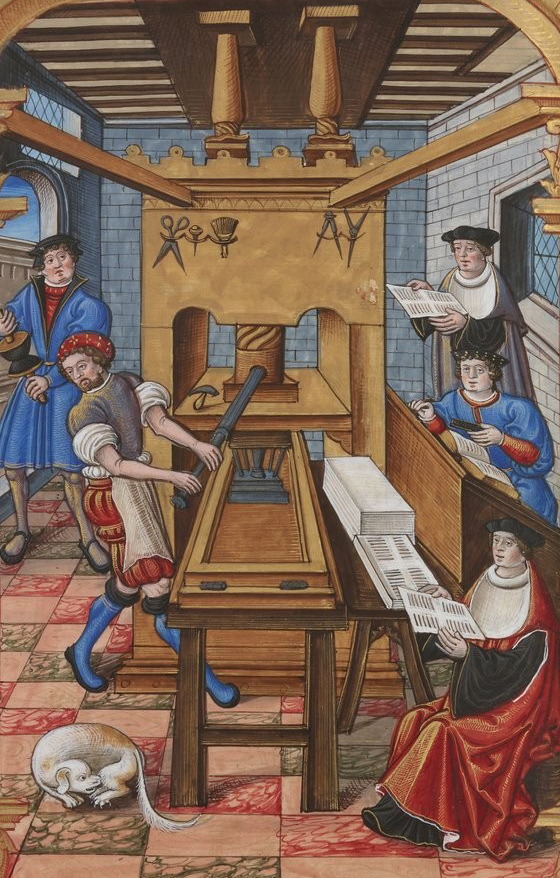
Imprimerie du XVe siècle (Europe).

- Vers 1420-1430 : premiers livres xylographiés en Allemagne et en Hollande. L'Apocalypse est éditée à Haarlem par Jean Coster ou son fils Laurent[76].
- Vers 1430 : la technique de la gravure sur cuivre en taille-douce se développe en Allemagne puis se répand en Europe[77].

- 1436 : Conrad Saspach construit une presse à imprimer pour Gutenberg[78].
- Entre 1438 et 1448 : mise au point des caractères mobiles d’imprimerie à Strasbourg et à Mayence (Fust, Gutenberg). Vers 1444, Gutenberg améliore l'encre d'imprimerie et permet par là l'impression recto-verso. Le premier livre imprimé est une Bible en 1455[79].
- 1444-1446 : imprimerie hébraïque à Avignon de l’orfèvre pragois Procope Waldvogel et du « Juif du pape » Davin de Caderousse[80].

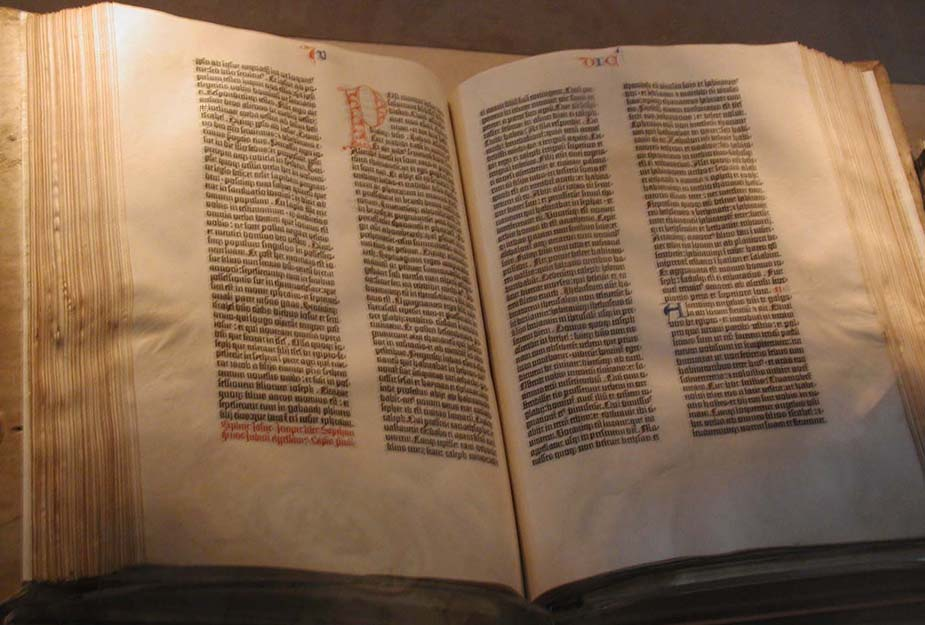
La Bible de Gutenberg.

- 1447-1455 : l’orfèvre Gutenberg installe un atelier d’imprimerie à Mayence. Il résout le problème de l’assemblage des caractères et de la presse. Il améliore l'imprimerie par l'utilisation de caractères mobiles et imprime sur ses presses un manuel scolaire, la grammaire latine de Donatus, datée de 1451[81] puis la Bible de Mayence à 42 lignes (1452-1455).
- Vers 1460 : la gravure sur bois est d'usage courant pour illustrer les livres[82].
- 1466 : Johann Fust de Mayence, le commanditaire de Gutenberg, vend ses livres imprimés à Paris en les faisant passer pour des manuscrits. Il meurt de la peste le 30 octobre[83].
- 1469 : l’imprimerie est introduite à la Sorbonne à Paris par Ulrich Gering, à l’instigation du recteur Guillaume Fichet[84].
- 18 septembre 1469 : les imprimeurs allemands Johann et Wendelin von Speyer (Vendelino di Spira) s’installent à Venise où ils obtiennent un monopole du Sénat[85].
- 1470 : 
  - l’imprimeur français Nicholas Jenson s’établit à Venise où il met au point le premier caractère romain[86].
  - la première imprimerie est installée en France à la Sorbonne par Guillaume Fichet[87].
- 1470-1480 : plus de cent-dix ateliers d’imprimerie se créent en Europe occidentale, dont une cinquantaine en Italie, une trentaine en Allemagne, huit en Hollande, cinq en Suisse, deux en Bohême, neuf en France et huit en Espagne[88].
- 1471 :
  - première imprimerie en Hongrie de l’Allemand André Hess[64].
  - Ferrante introduit l’imprimerie à Naples (Sixtus Riessinger et Francesco Del Tuppo)[89].
- 1473 : imprimeries à Utrecht et à Lyon[90].
- 1474 : 
  - l'imprimeur anglais William Caxton publie à Bruges le premier livre imprimé en anglais, Recuyell of the Historyes of Troye de Raoul Lefèvre[91].
  - première imprimerie à Cracovie en Pologne[92].
- 1475 : imprimerie hébraïque établie à Reggio de Calabre par Abraham ben Garton ben Itzhak. Le premier livre publié en hébreu, un commentaire de Rachi sur le Pentateuque, est daté du 18 février 1475[93].
- 1476 : l'imprimeur anglais William Caxton introduit l'imprimerie à Westminster, Londres[94].
- 1477 : imprimeries à  Deventer et Gouda[90].
- Entre 1480 et 1489 : une centaine d’ateliers d’imprimerie se créent en Italie, en France et en Espagne. En 1485, il y a cent dix imprimeries en Europe, dont cinquante en Italie et neuf en France. Il y a des imprimeries à Haarlem et Leyde en 1480.
- Entre 1490 et 1499: une quarantaine d’ateliers d’imprimerie se créent en Italie, en France et en Espagne. En 1495, Venise imprime un quart des livres en Europe.

## Publications
- Vers 1410 : publication de l'Imago mundi de Pierre d'Ailly, ouvrage de cosmographie employé par les navigateurs pour les grandes découvertes, imprimé en 1478. L'ouvrage le fait apparaître comme un précurseur de Copernic.
- 1424 : Risālā almuhītīyya (« Traité de la circonférence ») du mathématicien perse Al-Kashi. Il donne un calcul de π avec 16 décimales
- 1427 : Al-Kashi : Miftāḥ al-ḥisāb (« Clés de l'arithmétique »). Il introduit les fractions décimales et fait la démonstration de la loi des cosinus qui généralise le théorème de Pythagore.
- 1444-1446 : l'humaniste Flavio Biondo rédige Roma instaurata, le premier traité d'archéologie avec l'ouvrage de Poggio Bracciolini Les ruines de Rome et le pouvoir de la fortune (1431-1448)[95].

- 1453 : Des compléments mathématiques de Nicolas de Cues.
- Vers 1464 : rédaction de De trianguli omnimodis, ouvrage de trigonométrie du mathématicien allemand Regiomontanus (publié en 1593).
- 1466-1467 : De Componendis Cyphris, de Léon Battista Alberti.
- 1481 : publication à Venise des Promptuarium medicinse, compilation de remèdes tirés des médecins grecs, latins et arabes, écrite par Jacopo Dondi (1293-1359), médecin padouan du XIVe siècle.
- 1482 : la traduction latine des Éléments d'Euclide de Campanus de Novare est imprimée pour la première fois à Venise sous le titre de Preclarissimus liber elementorum Euclidis.
- 1484 : 
  - Tryparty en la science des nombres de Nicolas Chuquet (publié en 1880) : exposants, correspondance entre progression arithmétique des exposants et progression géométrique des puissances.
  - Herbarius moguntinus, herbier publié à Mayence en allemand par Peter Schoeffer[96].
- 1486-1488 : Arbolayre, herbier publié en français à Besançon par Pierre Metlinger[96].
- 1489 : Behende vnnd hübsche Rechnug auff allen Kauffmanschafften, traité d'arithmétique commerciale du mathématicien allemand Johannes Widmann. Première apparition dans un livre imprimé des signes plus et moins.

- 1494 : parution à Venise du livre du franciscain Luca Pacioli (1445-1514), Summa de arithmetica, geometrica, proportione e proportionalita. Il rassemble toutes les connaissances mathématiques de l’époque et aide beaucoup au développement de la comptabilité en partie double (Des livres de comptabilité existaient auparavant à Florence et à Gênes, sans partie double).
- 1495-1498 : Alde Manuce imprime les œuvres d’Aristote en cinq volumes[97].

## Personnages significatifs

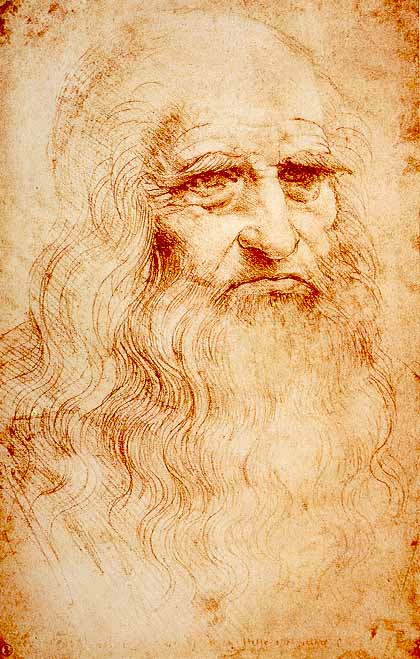
Léonard de Vinci.

- Madhava de Sangamagrama (1350 - 1425), mathématicien indien, père de l'analyse mathématique
- Pierre d'Ailly (1350-1420), cardinal français, théologien, cosmographe, auteur de l'Imago mundi (vers 1410), employé par les navigateurs pour les grandes découvertes,
- Fra Mauro, cartographe italien,
- Léonard de Vinci (1452 - 1519) ingénieur, architecte, fondateur de l'anatomie.